# Parafia Najświętszej Maryi Panny Królowej w Sokolnikach
Parafia Najświętszej Maryi Panny Królowej w Sokolnikach-Lesie – parafia rzymskokatolicka, znajdująca się w archidiecezji łódzkiej, w dekanacie ozorkowskim.